# Holbeck (West Yorkshire)
Holbeck – dzielnica miasta Leeds, w Anglii, w West Yorkshire, w dystrykcie metropolitalnym Leeds. Dzielnica liczy 7443 mieszkańców.